# U-18-Faustball-Europameisterschaft der Frauen 2011
Die 9. Faustball-Europameisterschaft für weibliche U18-Mannschaften fand 2011 in Jona (Schweiz) zeitgleich mit der Europameisterschaft 2011 für männliche U18-Mannschaften statt. Die Schweiz war zum vierten Mal, Jona zum zweiten Mal, Ausrichter der Faustball-Europameisterschaft der weiblichen U18-Mannschaften.

## Vorrunde
Spielergebnisse
| 09.07.2011 | Schweiz     | – | Italien     | 2:0 | (11:8, 11:8)        |
| 09.07.2011 | Tschechien  | – | Deutschland | 0:2 | (7:11, 8:11)        |
| 09.07.2011 | Österreich  | – | Tschechien  | 2:0 | (11:2, 11:7)        |
| 09.07.2011 | Deutschland | – | Italien     | 2:0 | (14:12, 11:5)       |
| 09.07.2011 | Schweiz     | – | Österreich  | 1:2 | (11:9, 7:11, 6:11)  |
| 09.07.2011 | Tschechien  | – | Italien     | 0:2 | (7:11, 6:11)        |
| 09.07.2011 | Schweiz     | – | Deutschland | 1:2 | (7:11, 11:6, 11:13) |
| 09.07.2011 | Österreich  | – | Italien     | 2:0 | (11:5, 11:8)        |
| 09.07.2011 | Österreich  | – | Deutschland | 2:1 | (11:13, 11:5, 11:8) |
| 09.07.2011 | Tschechien  | – | Schweiz     | 0:2 | (3:11, 5:11)        |

## Qualifikationsspiel
Der Sieger der Vorrunde war direkt für das Finale qualifiziert, der Zweite und der Dritte spielten im Halbfinale um den Finaleinzug, der Vierte und Fünfte der Vorrunde spielen ein Qualifikationsspiel für das Spiel um Rang 3.
| 10.07.2011 | Italien | – | Tschechien | 3:0 | (11:5, 11:6, 11:7) |

## Halbfinale
| 10.07.2011 | Deutschland | – | Schweiz | 3:2 | (11:4, 8:11, 8:11, 11:7, 11:4) |

## Finalspiele
| Spiel um Platz 3 | Spiel um Platz 3 | Spiel um Platz 3 | Spiel um Platz 3 | Spiel um Platz 3 | Spiel um Platz 3    | Spiel um Platz 3 |
| ---------------- | ---------------- | ---------------- | ---------------- | ---------------- | ------------------- | ---------------- |
| 10.07.2011       | Schweiz          | –                | Italien          | 3:0              | (11:7, 11:3, 12:10) |                  |
| Finale           |                  |                  |                  |                  |                     |                  |
| 10.07.2011       | Deutschland      | –                | Österreich       | 3:0              | (11:7, 11:8, 11:8)  |                  |

## Platzierungen
| Rang | Land        |
| ---- | ----------- |
| 1.   | Deutschland |
| 2.   | Österreich  |
| 3.   | Schweiz     |
| 4.   | Italien     |
| 5.   | Tschechien  |